# راجر مبلی
راجر مُبلی (انگلیسی: Roger Mobley؛ زادهٔ ۱۶ ژانویهٔ ۱۹۴۹) بازیگر اهل ایالات متحده آمریکا است.
از فیلم‌ها یا مجموعه‌های تلویزیونی که وی در آن‌ها نقش داشته است، می‌توان به فیوری و بانگ خاموش اشاره نمود.